# Silvestro Boito
Silvestro Boito (Polpet, 30 luglio 1802 – Montagnana, 22 agosto 1856) è stato un pittore e miniaturista italiano.

## Biografia
Bellunese di famiglia contadina, a diciott'anni si trasferì a Padova, dove si distinse come ritrattista e, forse, già come miniaturista. A partire dal 1822 visse a Vienna, affermandosi ulteriormente. Nel 1835 soggiornò a Venezia, dove conobbe la contessa polacca Giuseppina Radolinska, sposata l'anno dopo a Firenze più per necessità finanziarie che per vero amore.
Qualche mese dopo si recò a Roma (dove nacque il primogenito Camillo) sperando, come altri bellunesi, di ottenere qualche possibilità lavorativa dal concittadino papa Gregorio XVI.
Non visse molto a Roma. Spinto forse anche da un'inquietudine nevrotica, viaggiò ancora a lungo passando per Napoli, Firenze, la Polonia, Padova (dove venne alla luce il secondogenito Arrigo) e infine Venezia. Nel 1848 partecipò attivamente alle insurrezioni che portarono all'instaurazione della Repubblica di San Marco.
Nel 1851 risulta che la famiglia Boito è completamente sfaldata: Giuseppina, da tempo in lite con il marito, era tornata in Polonia, i figli erano a Venezia, mentre di Silvestro non si hanno notizie precise. Concluse gli ultimi anni di vita solo, senza cercare di riconciliarsi con la moglie, né di rivedere i figli.